# Crociata aragonese
La Crociata aragonese o Crociata contro la Catalogna fu una crociata dichiarata ad Orvieto da papa Martino IV contro il re d'Aragona, Pietro III il Grande, nel 1284 e proseguì sino al 1285. Fu parte delle Guerre del Vespro.

## Storia
Dopo la rivolta dei vespri siciliani contro re Carlo I d'Angiò nel marzo 1282 e la conquista, in settembre, della Sicilia da parte di Pietro d'Aragona, agli angioini era rimasto il solo regno di Napoli. Il papa allora aveva scomunicato nel gennaio 1283 il nuovo re di Sicilia e dichiarato una crociata contro di lui.
Ufficialmente lo aveva deposto come sovrano dal momento che la Sicilia dalla riconquista normanna dagli arabi era considerata un feudo papale. Anche il regno d'Aragona era stato messo sotto la sovranità del papa da Pietro II nel 1205.
Dopo una lunga trattativa, il 2 giugno 1284, da Orvieto, il papa dichiarò ufficialmente la crociata.
Martino IV concesse i diritti sull'Aragona a Carlo, conte di Valois, figlio del re di Francia Filippo III e nipote di Pietro III, in caso di riuscita dell'impresa, mentre la Sicilia sarebbe tornata a Carlo I.
La crociata ebbe due fronti: in Spagna e in Italia meridionale. Il 5 giugno 1284, l'ammiraglio Ruggero di Lauria al comando della flotta siculo-aragonese, sconfisse subito la flotta angioina nella prima delle battaglie navali nel golfo di Napoli, comandata da Carlo II d'Angiò “lo Zoppo”, che fu fatto prigioniero.
Causò ben presto lo scoppio anche di una guerra civile nell'Aragona dal momento che il fratello di Pietro, re Giacomo II di Maiorca, si unì in battaglia ai francesi. Giacomo aveva ereditato anche la Contea di Rossiglione e che si trovava tra i domini francesi e quelli aragonesi. Pietro a suo tempo si era opposto a che tale eredità andasse a suo fratello minore e di conseguenza tra i due era sorta una notevole rivalità.
Il figlio primogenito di Pietro, il futuro Alfonso III, venne incaricato della difesa dei confini con la Navarra, governata all'epoca dal figlio di Filippo III, Filippo il Bello. Sebbene Pietro temesse un'invasione su vasta scala dalla Navarra, vi furono solo dei raid oltre il confine. Il re navarrese si limitò ad appoggiare le armate di suo padre.
Nel 1284, le prime armate francesi al comando di Filippo e di Carlo entrarono nel Rossiglione. Esse includevano 16 000 cavalieri, 17 000 arcieri e 100 000 fanti, oltre a 100 navi nei porti francesi meridionali. Pur godendo del supporto di Giacomo, la popolazione locale insorse contro di loro. La città di Elne venne valentemente difesa dal cosiddetto Bâtard de Roussillon (Bastardo del Roussillon), figlio illegittimo di Nuño Sánchez, ultimo conte di Rossiglione (1212–1242). Le sue difese ad ogni modo vennero sopraffatte e la cattedrale cittadina venne messa a ferro e fuoco malgrado la presenza dei legati papali, mentre la popolazione venne massacrata, tutti ad eccezione del Bâtard. Questi riuscì a negoziare la sua resa ed accompagnò le forze nemiche come prigioniero.
Nel 1285, Filippo il Temerario si portò su Gerona nel tentativo di assediarla. La resistenza fu forte, ma la città alla fine venne presa. Carlo venne qui incoronato, ma senza una corona vera e propria. Il 28 aprile, il cardinale Jean Cholet pose il proprio cappello sulla testa del conte. Per questo Carlo venne soprannominato roi du chapeau ("re del cappello").
I francesi conobbero ancora una fortuna avversa per mano dell'ammiraglio di Pietro III, Ruggero di Lauria. La flotta francese venne sconfitta e distrutta nella Battaglia di Les Formigues. Lo stesso accampamento francese venne colpito duramente da un'epidemia di dissenteria virale. Filippo stesso ne fu afflitto. L'erede al trono francese, Filippo di Navarra, aprì i negoziati con Pietro perché la famiglia reale ottenesse un salvacondotto di libero passaggio attraverso i Pirenei, ma le truppe non ottennero tale privilegio e vennero decimate nella Battaglia del Col de Panissars. Lo stesso Filippo, re di Francia, morì il 5 ottobre 1285 a Perpignan, capitale di Giacomo di Maiorca, e venne sepolto a Narbona. Carlo I d'Angiò era già morto in gennajo, e
Pietro non gli sopravvisse a lungo, morendo in novembre.

## Conseguenze
Lo storico H. J. Chaytor ha descritto la Crociata aragonese come "la più ingiusta, non necessaria e calamitosa impresa mai portata avanti da un monarca capetingio". W. C. Jordan incolpò di tale fallimento l'opposizione dell'interferenza papale nella politica francese. Dopo la crociata, ad ogni modo, le perdite per la Francia furono leggere mentre Maiorca ne uscì devastata anche sotto l'aspetto politico. Alfonso III annetté poi Maiorca, Ibiza e Minorca negli anni successivi.
Il Trattato di Tarascona del 1291 ufficialmente restaurò l'Aragona ad Alfonso, togliendo anche il bando di scomunica indetto dalla chiesa.
Nel 1295, il Trattato di Anagni ratificò la restituzione delle isole Baleari a Giacomo mentre la Sicilia andava agli Angiò; ma i baroni rifiutarono, il Parlamento siciliano elesse re il fratello di Giacomo, Federico III d'Aragona, e la guerra tra Sicilia e Napoli proseguì fino alla Pace di Caltabellotta del 1302.